# Грохоля, Катажина
Катажина Грохоля (пол. Katarzyna Grochola; род. 18 июля 1957 г., Кротошин, Польша) — польская писательница, журналистка, лауреат премии издательского отличия «IKAR».

## Биография
Катажина Грохоля родилась в 1957 году в Кротошине (Польша). Работала машинисткой, актрисой, санитаркой, директором таможенного склада, консультантом в брачном агентстве.
Автор романов, рассказов, фельетонов, сценариев телевизионных сериалов.
Живёт в Варшаве.
Книги Катажины Грохоля переведены на русский, словацкий и немецкий языки.

## Экранизации
- 2004 — Никогда в жизни! (польск. Nigdy w życiu!). Польша, фильм. Реж. — Рышард Заторский. В ролях: Данута Стенка, Иоанна Бродзик, Ян Фрыч и др.
- 2006 — Я вам ещё покажу! (польск. Ja wam pokażę!). Польша, фильм. Реж. — Denis Delic. В ролях: Гражина Вольщак, Виолетта Арлак, Анна Бьелиска и др.
- 2007 — Ja wam pokażę! Польша, сериал. Реж. — Denis Delic. В ролях: Waldemar Błaszczyk, Krystyna Czubówna и др.